# Békési Ágnes
Békési Ágnes (Kolozsvár, 1927. október 12. – Bukarest, 1970. augusztus 5.) magyar műfordító, szerkesztő.

## Életútja
A deportálásból visszatérve a kolozsvári Bolyai Tudományegyetem levelező hallgatójaként magyar nyelv és irodalom szakon 1954-ben középiskolai tanári szakképesítést szerzett. 1948 és 1954 között a Politikai Könyvkiadó, 1955-től az Irodalmi Könyvkiadó bukaresti szerkesztőségében dolgozott. Számos cikke jelent meg az Igazság, Előre, Utunk, Ifjúmunkás, Korunk s a budapesti Nagyvilág hasábjain.

## Műfordításai
- Ofelia Manole: Donca Simu (Simó Donka életrajza, 1951)
- A. G. Vaida: A kis hazafi (1951)
- Victor Eftimiu: Bölénycsapáson I-VI. (1957)
- Zalka Máté, L. Boriszov, Sz. Antonov, A. Beh, L. Szejfullina, M. Velicsko: Elbeszélések Leninről (Vincze Ferenccel, 1957)
- Anna Karajev: A fűrésztelep (regény, Adorján Lenkével, 1957)
- Vera Inber: Válogatott írások (Büchler Erzsébettel és Kőműves Gézával, 1958)
- Cezar Petrescu: Utas és olvasó (1958)
- Szemjon Rozenfeld: Saljapin (1959)
- V. Bill-Belocerkovszkij: Az ultimátum (Büchler Erzsébettel, 1961)
- Ieronim Șerbu: Kiűzetés a paradicsomból (1961)
- Andrei Tudor: George Enescu élete képekben (1962)
- George Sbârcea – Ion Hartulari Darclée: Darclée (1962)
- Fănuș Neagu: Vörös kakas (novellák, 1962)
- Camil Petrescu: Prokrusztész-ágy (regény, Budapest, 1966)
- Robert Jungk: Ezer napnál tündöklőbben (1967)
- Garabet Ibrăileanu: Adéla (1968)
- Calistrat Hogaș: Egyedül (1969)
- Victor Hugo: Gavroche (1970)
- Simon Wiesenthal: A gyilkosok közöttünk járnak (1970)